# Pydnaodes distincta
Pydnaodes distincta är en fjärilsart som beskrevs av Rothschild 1909. Pydnaodes distincta ingår i släktet Pydnaodes och familjen björnspinnare. Inga underarter finns listade.